# Hughes XF-11
Hughes XF-11 là một mẫu thử máy bay trinh sát quân sự, do Howard Hughes thiết kế chế tạo cho Không quân Lục quân Hoa Kỳ.

## Tính năng kỹ chiến thuật (XF-11)

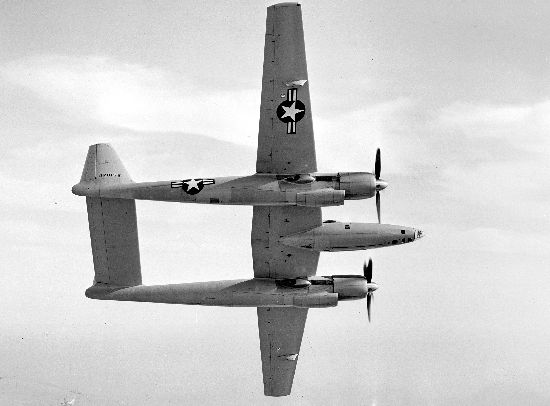
Mẫu thử XF-11 thứ hai

Đặc điểm tổng quát
- Kíp lái: 2
- Chiều dài: 65 ft 5 in (19,94 m)
- Sải cánh: 101 ft 4 in (30,89 m)
- Chiều cao: 23 ft 2 in (7,06 m)
- Diện tích cánh: 983 ft² (91,3 m²)
- Trọng lượng rỗng: 37.100 lb (16.800 kg)
- Trọng lượng cất cánh tối đa: 58.300 lb (26.400 kg)
- Động cơ: 2 × Pratt & Whitney R-4360-31, 3.000 hp (2.240 kW)  mỗi chiếc

 Hiệu suất bay 
- Vận tốc cực đại: 450 mph (720 km/h)
- Tầm bay: 5.000 dặm (8.000 km)
- Trần bay: 44.000 ft (13.415 m)